# Standard europei sulle emissioni inquinanti

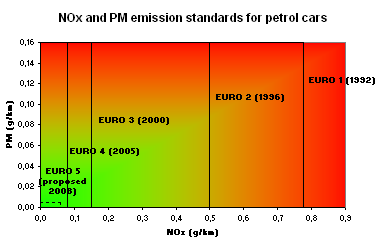
Limite delle emissioni per autoveicoli leggeri a benzina.

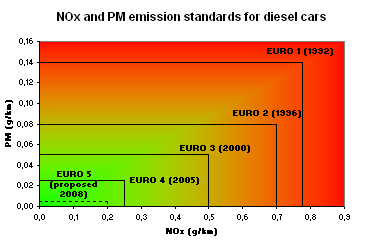
Limite delle emissioni per autoveicoli leggeri a gasolio.

Gli standard europei sulle emissioni inquinanti sono una serie di limitazioni imposte sulle emissioni dei veicoli venduti degli Stati membri dell'Unione europea.

## Descrizione
Si tratta di una serie di standard, identificati con la sigla Euro- seguita da un numero, che vengono introdotti progressivamente dall'Unione europea, con caratteristiche sempre più restrittive che riguardano le emissioni dei veicoli, misurate in g/kWh per i veicoli commerciali pesanti e in g/km per gli altri veicoli. A un certo standard, come “Euro 1” o “Euro 2”, possono corrispondere più codici diversi riportati sulla carta di circolazione. Vedere in proposito la tabella di corrispondenza.
PM e NOx sono stati progressivamente abbattuti dal 1992 con l'introduzione della normativa. La CO2 non è propriamente tossica ma viene regolamentata in quanto aumenta l'effetto serra; una piccola parte di essa è di origine vegetale, circa il 7% del gasolio europeo nel 2017 è, infatti, biodiesel.
Nonostante molti mostrino dubbi sull'effettiva emissione di PM durante la rigenerazione del filtro antiparticolato gli studi mostrano che vi è sì un incremento di emissione di particelle, ma anche sommando il periodo di rigenerazione restano ampiamente ridotte rispetto a un veicolo sprovvisto di filtro di oltre il 95%. Gli autori specificano tra l'altro che si tratta di un aumento di particolato di dimensioni nanometriche che si disperde nell'aria essendo molto volatile. Comunque anche questo resta di gran lunga minore rispetto a un veicolo sprovvisto di FAP.
Si indica con numeri arabi (es. Euro 4) gli standard applicabili alle automobili e ai veicoli commerciali leggeri, e con numeri romani (es. Euro IV) gli standard applicabili ai veicoli industriali.

## Gli standard

### Standard per gli autoveicoli adibiti al trasporto persone (categoria M)
Indicazione dell'anno di obbligo di omologazione (non immatricolazione) per ciascun livello Euro.
- Euro 1 - 1992
- Euro 2 - 1995
- Euro 3 - 1999
- Euro 4 - 2005
- Euro 5 - 2008
- Euro 6 - 2014
- Euro 7 - 2030[3]

Dal punto di vista divulgativo, in un contesto non normativo, è talvolta convenzionalmente designato come "Euro 0" o "Pre-Euro" l'insieme dei veicoli registrati precedentemente all'implementazione delle norme Euro 1. Tale delineazione si riferisce principalmente alle automobili conformi alle specifiche fino al 31 dicembre 1992, che coincide con l'inaugurazione delle regolamentazioni dell'Unione Europea inerenti alle emissioni dei veicoli. La medesima categorizzazione degli standard di emissione è altresì estesa ai motoveicoli, con una tempistica e limiti differenziati; analoghe considerazioni si applicano anche ai mezzi pesanti.

| Classe  | Data di approvazione | CO     | NOx    | HC + NOx | PM     |        |        |        |        |        |        |
| Diesel  | Diesel               | Diesel | Diesel | Diesel   | Diesel | Diesel | Diesel | Diesel | Diesel | Diesel | Diesel |
| ------- | -------------------- | ------ | ------ | -------- | ------ | ------ | ------ | ------ | ------ | ------ | ------ |
| Euro 1  | Giugno 1992          | 2.72   | –      | 0.97     | 0.14   |        |        |        |        |        |        |
| Euro 2  | Gennaio 1996         | 1.0    | –      | 0.7      | 0.08   |        |        |        |        |        |        |
| Euro 3  | Gennaio 2000         | 0.66   | 0.500  | 0.56     | 0.05   |        |        |        |        |        |        |
| Euro 4  | Gennaio 2005         | 0.50   | 0.250  | 0.30     | 0.025  |        |        |        |        |        |        |
| Euro 5a | Settembre 2009       | 0.50   | 0.180  | 0.230    | 0.005  |        |        |        |        |        |        |
| Euro 6b | Settembre 2014       | 0.50   | 0.080  | 0.170    | 0.0045 |        |        |        |        |        |        |
| Euro 7  | proposta             | 0.50   | 0.080  | 0.170    | 0.0045 |        |        |        |        |        |        |
| Benzina |                      |        |        |          |        |        |        |        |        |        |        |
| Euro 1  | Giugno 1992          | 2.72   | –      | 0.97     | –      |        |        |        |        |        |        |
| Euro 2  | Gennaio 1996         | 2.2    | –      | 0.5      | –      |        |        |        |        |        |        |
| Euro 3  | Gennaio 2000         | 2.3    | 0.150  | –        | –      |        |        |        |        |        |        |
| Euro 4  | Gennaio 2005         | 1.0    | 0.080  | –        | –      |        |        |        |        |        |        |
| Euro 5a | Settembre 2009       | 1.0    | 0.060  | –        | 0.005  |        |        |        |        |        |        |
| Euro 6b | Settembre 2014       | 1.0    | 0.060  | –        | 0.0045 |        |        |        |        |        |        |
| Euro 7  | proposta             | 1.0    | 0.060  | –        | 0.0045 |        |        |        |        |        |        |

### Standard per i ciclomotori e motocicli (categoria L)
| Standard | Date | CO (g/km) | NOx (g/km) | HC (g/km) | PM (g/km) |
| -------- | ---- | --------- | ---------- | --------- | --------- |
| Euro I   | 1999 | 13.0      | 0.3        | 3.0       | -         |
| Euro II  | 2003 | 5.5       | 0.3        | 1.0       | -         |
| Euro III | 2006 | 2.0       | 0.15       | 0.3       | -         |
| Euro IV  | 2016 | 1.14      | 0.09       | 0.17      | -         |
| Euro V   | 2020 | 1.00      | 0.06       | 0.10      | 0.0045    |

### Corrispondenza tra classificazione Euro e direttive comunitarie
La tabella seguente è relativa agli autoveicoli. 
| Categoria Euro | Direttiva di riferimento (indicata sulla carta di circolazione) | Data di entrata in vigore                                                   |
| -------------- | --- | --------------------------------------------------------------------------- |
| Euro 1         | 91/441/CEE - 91/542/CEE punto 6.2.1.A - 93/59/CEE | 1º gennaio 1993                                                             |
| Euro 2         | 91/542/CEE punto 6.2.1.B - 94/12/CE - 96/1/CE - 96/44/CE - 96/69/CE - 98/77/CE | 1º gennaio 1997                                                             |
| Euro 3         | 98/69/CE - 98/77/CE rif 98/69/CE A - 1999/96/CE A - 1999/102/CE rif. 98/69/CE - 2001/1/CE rif 98/69/CE - 2001/27/CE A - 2001/100/CE A - 2002/80/CE A - 2003/76/CE A | 1º gennaio 2001                                                             |
| Euro 4         | 98/69/CE B - 98/77/CE rif. 98/69/CE B - 1999/96/CE B - 1999/102/CE rif. 98/69/CE B - 2001/1/CE rif. 98/69 CE B - 2001/27/CE B - 2001/100/CE B - 2002/80/CE B - 2003/76/CE B - 2005/55/CE B1 - 2006/51/CE rif. 2005/55/CE B1 | 1º gennaio 2006                                                             |
| Euro 5         | 2005/55/CE B2 - 2006/51/CE rif. 2005/55/CE B2 - 2006/51/CErif. 2005/55/CE B2 (ecol. migliorato) oppure Riga C -1999/96/CE fase III oppure Riga B2 o C - 2001/27/CE Rif. 1999/96 Riga B2 oppure Riga C - 2005/78/CE Rif 2005/55 CE Riga B2 oppure riga C - 2006/81 CE rif. 2005/55 CE riga B2 - 2006/81 CE rif. 2005/55 CE riga C (ecol. migliorato) - 715/2007*692/2008 (Euro 5A) - 715/2007*692/2008 (Euro 5B) - 2008/74/CE rif. 2005/55/CE riga B2 - 2008/74/CE rif. 2005/55/CE riga B2 (ecol. migliorato) - 2008/74/CE rif. 2005/55/CE riga B2 (con disp. anti-part) | 1º settembre 2009 per l'omologazione 1º gennaio 2011 per l'immatricolazione |
| Euro 6         | 715/2007*692/2008 (Euro 6A) 715/2007*692/2008 (Euro 6B) L'elenco completo e aggiornato prosegue nella relativa voce | Obbligatoria per le immatricolazioni dal 1º settembre 2015                  |

## Effetti sulla produzione

Esempio di test WLTC nella sua versione completa.

Dal momento dell'entrata in vigore di uno di questi standard, le case automobilistiche devono terminare la vendita di nuovi veicoli con gli standard precedenti. I veicoli che rispettano un certo standard vengono gradualmente introdotti prima dell'entrata in vigore dello stesso.
Nell'aprile 2018 Bosch ha annunciato di avere praticamente annullato le emissioni di ossidi di azoto del motore Diesel. Si parla di 13 mg/km di NOx contro i 168 mg/km di limite attuale e 1.000 mg/km o più di un euro 0.

## Test di verifica e omologazione

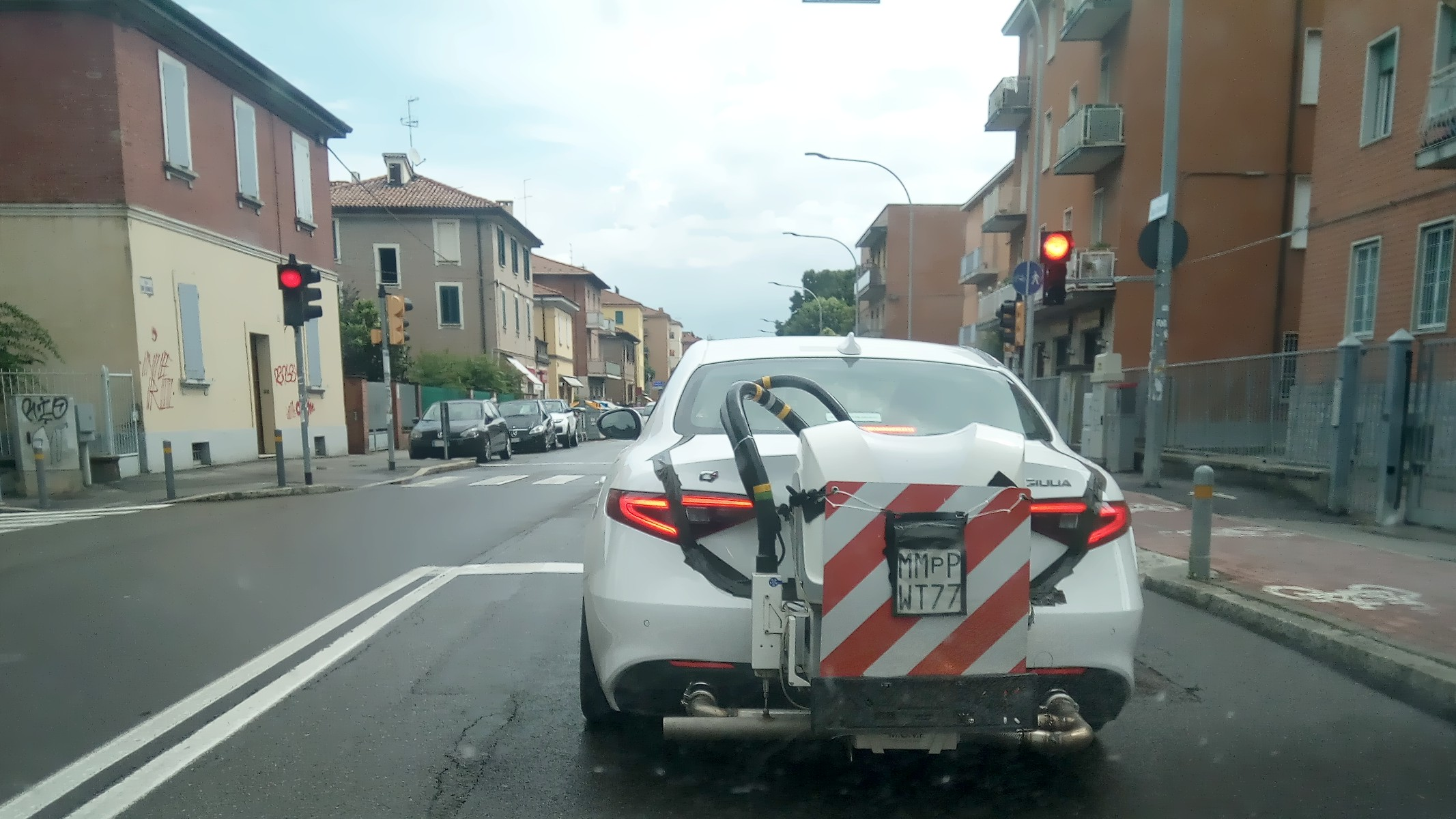
Verifica delle emissioni inquinanti tramite la guida reale

Per accertare il rispetto delle omologazioni vengono eseguite delle prove, che possono variare a seconda dello standard e di conseguenza dei paesi che attuano i relativi standard, il test usato in origine si chiama NEDC (new european driving cicle), test che venne sostituito il 1º settembre 2017 dal WTLP (la procedura di prova per veicoli leggeri armonizzata a livello mondiale) e affiancato dal test RDE (real driving emissions).
In seguito allo scandalo emissioni del 2015 della Volkswagen, che ha visto l'impiego di sistemi software atti a superare il test e falsare la validità della prova, è stata accelerata l'adozione del nuovo ciclo di omologazione.

## Studi sulla circolazione
Per valutare efficacemente l'impatto e l'equità delle restrizioni applicate ai mezzi di trasporto si effettuano diversi studi che sondano la situazione e permettono di valutarne l'efficacia. Allo stesso modo non sempre gli studi sono concordi e in alcuni casi risultano difficilmente attendibili.

## Divieti di circolazione e provvedimenti
Alcune città possono impedire la circolazione (sempre, o in determinati periodi dell'anno, o nei giorni di blocco della circolazione anti-inquinamento) ai veicoli al di sotto di un certo standard. Nel caso di blocco della circolazione, almeno in Italia, talvolta il fermo riguarda tutte le autovetture alimentate a gasolio e benzina (indipendentemente dallo standard Euro-), con eccezione solo per i mezzi di servizio e le auto a combustibile alternativo (come metano, GPL e auto elettriche). In altri casi le eccezioni ai blocchi permettono effettivamente la circolazione ai veicoli più recenti (benzina e Diesel Euro 4 o superiore, ma questi ultimi a volte solo a patto che siano dotati anche del filtro attivo antiparticolato).

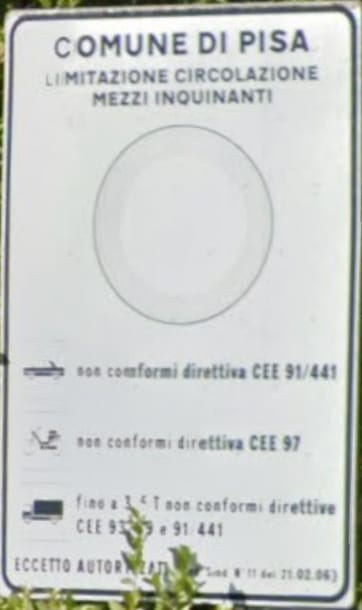
Cartello che vieta il transito ai mezzi più inquinanti nel comune di Pisa